# Siemens Desiro HC
Siemens Desiro HC (HC für englisch High Capacity ‚Hohe Kapazität‘) sind elektrische, ein- und doppelstöckige Triebzüge (DTZ) des Herstellers Siemens Mobility aus der Produktfamilie Siemens Desiro.
Die Desiro-HC-Triebzüge werden im Deutschen Fahrzeugeinstellungsregister als Baureihennummern 0462 (RRX), 1462 (DB Regio), 2462 (GoAhead), 3462 (ODEG) und 4462 (DB Regio) geführt.

## Aufbau

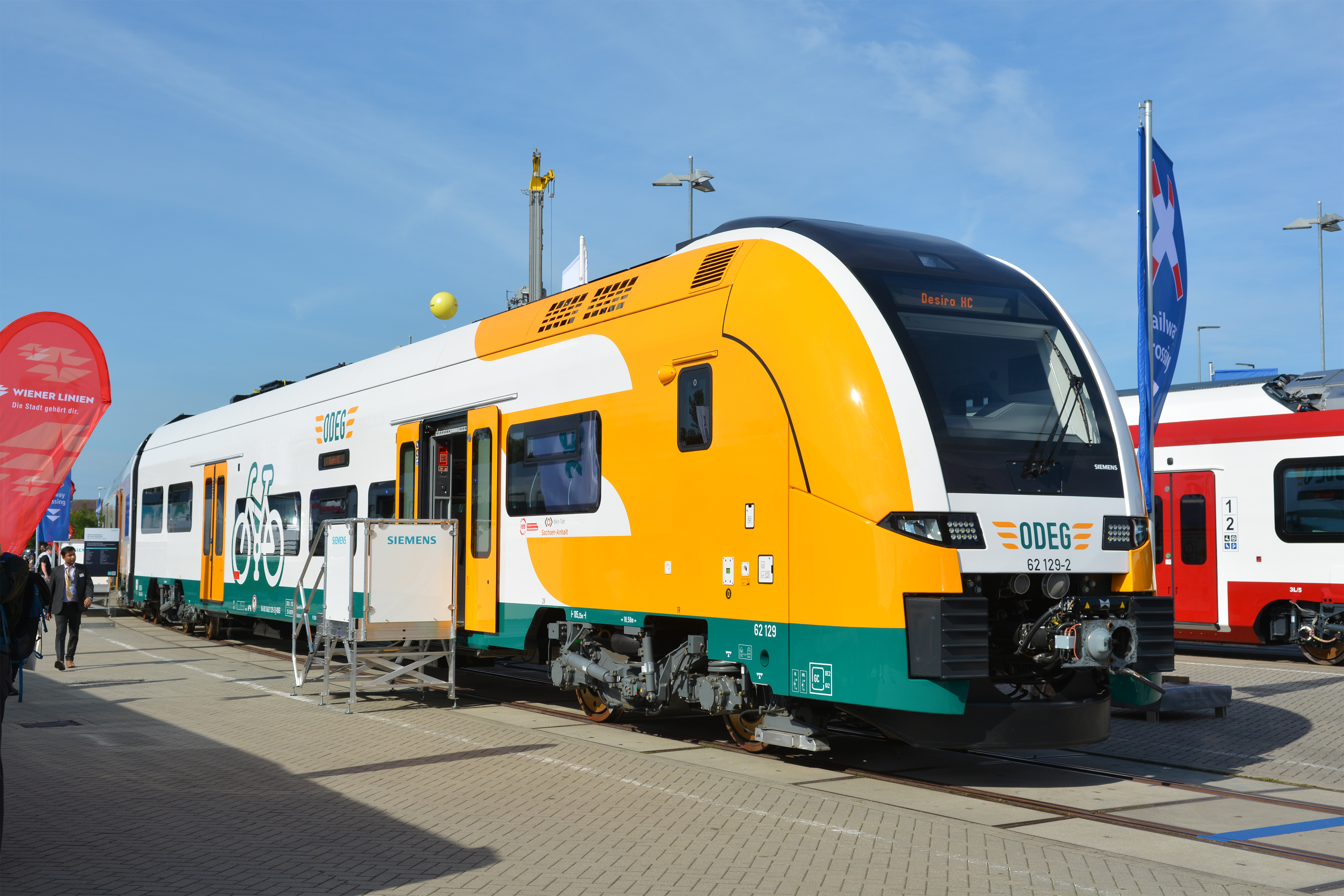
Siemens Desiro HC für die Ostdeutsche Eisenbahn; ausgestellt auf der Innotrans 2022

Der Desiro HC wurde auf der Innotrans 2014 vorgestellt. Der Triebzug weist sowohl einstöckige als auch doppelstöckige Wagen auf. Der mittlere Teil der angetriebenen einstöckigen Endwagen sowie das Unterdeck der antriebslosen doppelstöckigen Zwischenwagen sind vom Bahnsteig ohne Stufen oder Rampen erreichbar. Ein vierteiliger Zug mit zwei Doppelstockwagen ist 105 Meter lang und hat je nach Ausführung 400 bis 420 Sitzplätze; ein fünfteiliger Zug mit drei Doppelstockwagen ist 131 Meter lang und bietet 560 Fahrgästen Platz. Die sechsteiligen Züge bieten auf 157 Metern Länge zwischen 634 und 655 Sitzplätze.
Die Fahrzeuge werden in Leichtbauweise aus Aluminium hergestellt, sie entsprechen der geforderten passiven Kollisionssicherheit gemäß TSI und EN 15227. Sie laufen auf luftgefederten Drehgestellen der Bauarten SF 100 und SF 500. Die Triebzüge haben eine elektrodynamische Bremse mit Energierückgewinnung.
Je nach Variante und Bahnsteighöhe ist der Einstieg in die End- und/oder Mittelwagen barrierefrei. Ebenso ist die Platzierung des barrierefreien WCs und der Rollstuhlrampe variantenabhängig.
An der Fertigung dieses Zugtyps sind unter anderem die Siemens-Standorte Krefeld (einstöckige Endwagen, doppelstöckige Mittelwagen seit Anfang 2019), Wien Simmering (doppelstöckige Mittelwagen bis Anfang 2019), Graz (Drehgestelle) und Wegberg-Wildenrath (Zusammensetzen der einzelnen Waggons und Inbetriebnahme) beteiligt.

## Bestellungen
| Netz                                                                                   | Land        | Betreiber                   | Anzahl vierteilig | Anzahl fünfteilig | Anzahl sechsteilig | Baureihe  | Inbetriebnahme           | Bemerkung                                            |
| -------------------------------------------------------------------------------------- | ----------- | --------------------------- | ----------------- | ----------------- | ------------------ | --------- | ------------------------ | ---------------------------------------------------- |
| Rhein-Ruhr-Express                                                                     | Deutschland | National Express            | 82 + 2            | –                 | –                  | 0462      | Dezember 2018            | 0462 001–082 + 0462 084–085                          |
| Netz Rheintal                                                                          | Deutschland | DB Regio                    | 15                | –                 | –                  | 1462      | Februar 2020             | 1462 001–015                                         |
| Augsburger Netze (Los 1)                                                               | Deutschland | Go Ahead (jetzt: Arverio)   | –                 | 12                | –                  | 2462      | Dezember 2022            | 2462 001–012                                         |
| Netz Elbe-Spree                                                                        | Deutschland | ODEG                        | 14                | –                 | 15                 | 3462      | Dezember 2022            | 3462 001–015 (sechsteilig) 3462 116–129 (vierteilig) |
| Jerusalem – Herzliya Jerusalem – Modi’in Lod – Modi’in Ashkelon – Ra’anana             | Israel      | Israel Railways             | 6                 | –                 | 135                | 40xx 60xx | Februar 2022 Januar 2024 |                                                      |
| Netz Franken-Südthüringen                                                              | Deutschland | DB Regio                    | 18                | –                 | 8                  | 1462 4462 | Dezember 2023 Juni 2024  | 1462 031–048 (vierteilig) 4462 001–008 (sechsteilig) |
| Netz Donau-Isar                                                                        | Deutschland | DB Regio                    | 25                | –                 | –                  | 1462      | Dezember 2024            | 1462 049–073                                         |
| Ain Sokhna – Marsa Matrouh Ain Sokhna – Alexandria Kairo – Abu Simbel Luxor – Hurghada | Ägypten     | DB International Operations | 94                | –                 | –                  | 0462      | Dezember 2024            | 0462 001–094                                         |
| Netz Werdenfels Land                                                                   | Deutschland | DB Regio                    | –                 | 6                 | –                  | –         | Dezember 2028            |                                                      |
| RE 1 München–Ingolstadt–Nürnberg (Isar-Noris-Altmühl)                                  | Deutschland | DB Regio                    | –                 | –                 | 7                  | –         | Dezember 2028            |                                                      |

### Deutschland

#### Rhein-Ruhr-Express

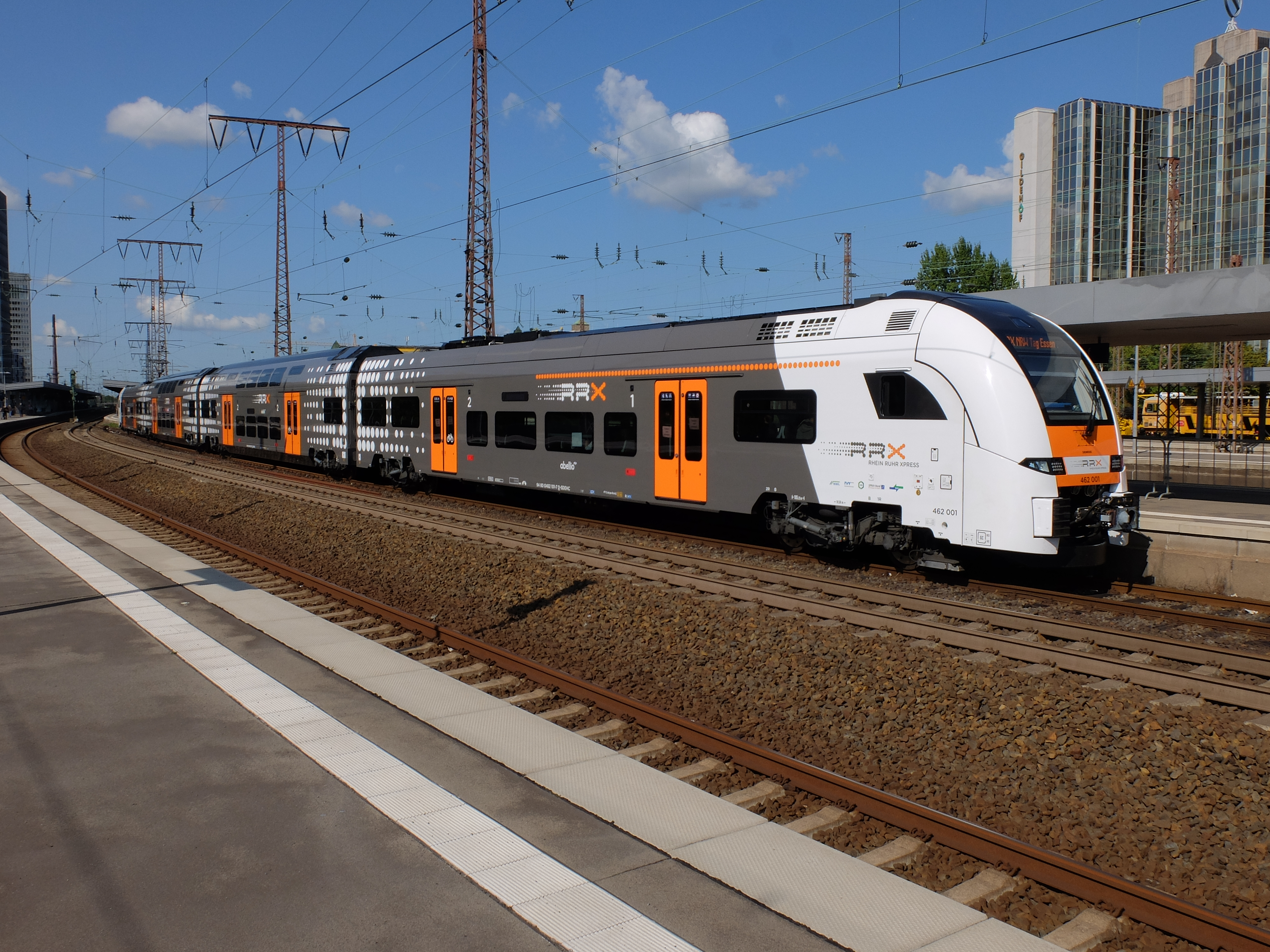
Triebzug 462 001 (RRX) in Essen Hbf

Vierteilige Desiro HC werden für den sogenannten Vorlaufbetrieb des Rhein-Ruhr-Expresses seit Dezember 2018 eingesetzt. Hierfür wurden 82 Fahrzeuge im März 2015 bei Siemens bestellt, die an die Zugbetreiber weiterverpachtet werden. Der Auftrag, der auch die Instandhaltung der Züge über einen Zeitraum von 32 Jahren umfasst, hat ein Volumen von 1,7 Milliarden Euro. Da aufgrund von Mängeln keine fristgerechte Endabnahme möglich war, haben sich Siemens und die beteiligten Aufgabenträger auf die unentgeltliche Lieferung von zwei zusätzlichen Fahrzeugen geeinigt. Der erste vierteilige Triebzug von insgesamt 84 Zügen wurde am 12. Juli 2017 vorgestellt. Er trägt die Baureihenbezeichnung 462. Mit ihm begannen die Testfahrten im Prüfcenter Wegberg-Wildenrath. Seit Dezember 2017 wurden auch Testfahrten im DB-Netz durchgeführt.
Die Züge sind mit WLAN, Steckdosen, Leseleuchten, Klapptischen und einem Infotainmentsystem ausgerüstet. In einem Endwagen befindet sich der 1.-Klasse-Bereich und ein Mehrzweckbereich 2. Klasse, im zweiten Endwagen ein Mehrzweckbereich mit behindertengerechtem Universal-WC.
Für die Instandhaltung hat Siemens ein Werk in Dortmund gebaut. Ab dem 9. Dezember 2018 verkehrten 15 Züge im Vorlaufbetrieb auf der Linie RE 11 zwischen Kassel-Wilhelmshöhe und Düsseldorf. Der Betreiber war das Eisenbahnverkehrsunternehmen Abellio Rail NRW. Weitere zwölf Züge sind seit Juni 2019 durch National Express auf der Linie RE 5 zwischen Wesel und Koblenz in Betrieb. Zum Fahrplanwechsel im Dezember 2019 nahm ebenfalls National Express den Betrieb des RE 6 zwischen Köln/Bonn Flughafen und Minden auf. Seit 2020 werden die Triebzüge auch auf den Linien RE 1 und RE 4 eingesetzt. Aufgrund der Insolvenz von Abellio ist National Express seit Februar 2022 der Betreiber aller Linien im RRX-Vorlaufberieb.
Zusätzlich zu den gelieferten 84 Triebzügen unterhält Siemens Mobility mit dem 462 083 ein weiteres Fahrzeug, das nicht Bestandteil der RRX-Bestellung ist, sondern für Test-, Demonstrations- und Schulungsfahrten genutzt wird. Teilweise wird das Fahrzeug, welches bis auf kleine Details den 84 RRX-Triebzügen entspricht, aber auch im regulären RRX-Betrieb als zusätzliche Reserve verwendet und kommt je nach Bedarf bei National Express zum Einsatz. Es hat außen keine EVU-Beschriftung, und im Innenraum wurde anstelle des Eigentümerhinweises mit den Logos der Aufgabenträger NVR, VRR, NWL, SPNV Nord und NVV ein Schild »Dieses Fahrzeug ist Eigentum von SIEMENS« angebracht.

#### Netz Rheintal

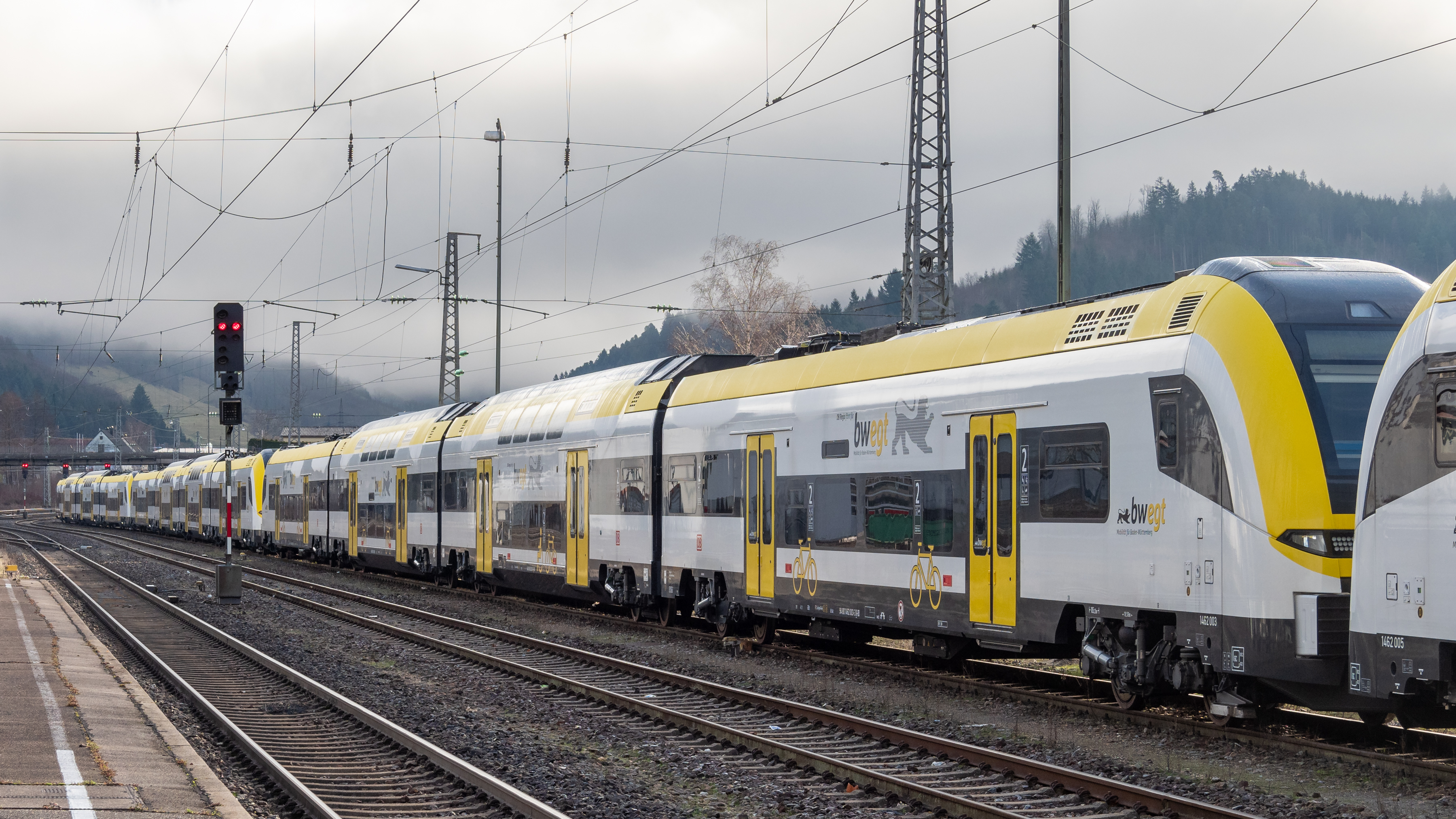
Aneinandergereihte Siemens Desiro HC in Hausach

Die DB Regio bestellte im Februar 2017 15 vierteilige Desiro HC-Triebzüge. Die Desiro HC der Baureihe 1462 werden seit dem 14. Juni 2020 als Regionalexpress auf der Rheintalstrecke eingesetzt. Die Linie verkehrt stündlich zwischen Basel, Freiburg und Offenburg. Bisher wird die Linie nur zur Hauptverkehrszeit nach Karlsruhe durchgebunden, nach der Fertigstellung des Rastatter Tunnels sollen alle Regionalexpresszüge bis nach Karlsruhe fahren. Die Züge sind im Baden-Württemberg-Landesdesign in gelb-weiß-schwarz lackiert.

#### Augsburger Netze

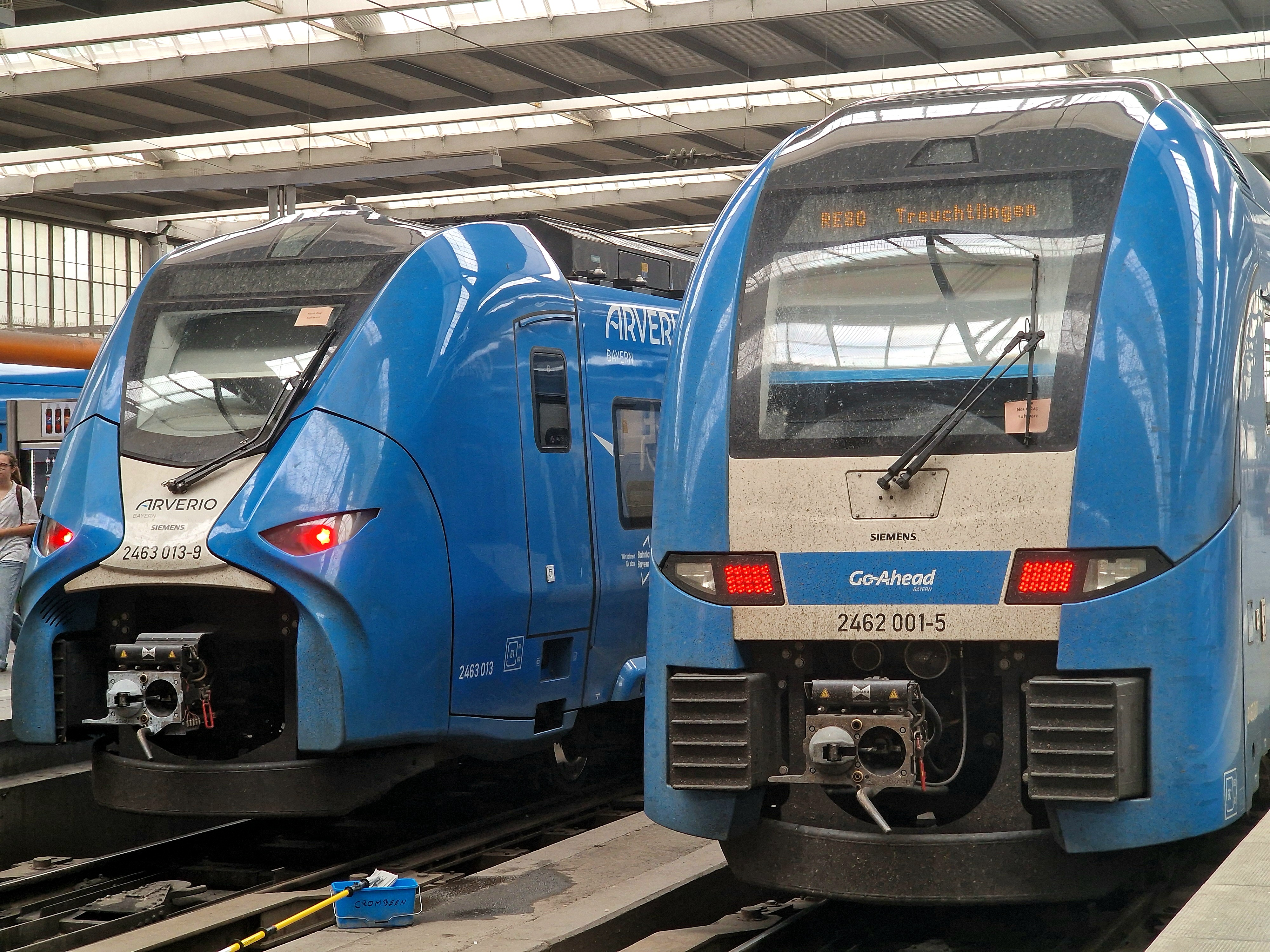
GoAhead/Arverio Bayern

Für die Augsburger Netze (Los 1) hat Go-Ahead Deutschland (jetzt: Arverio Deutschland) von Siemens Mobility 12 fünfteilige Desiro HC und 44 dreiteilige Mireo bestellt, die seit Dezember 2022 im Einsatz sind. Beide Triebzugbauarten sind zur Anpassung an die Nachfrage auch gemischt freizügig kuppelbar. Seit dem Fahrplanwechsel am 11. Juni 2023 kommen erstmals Züge in Mischtraktion, bestehend aus einem fünfteiligen Desiro HC und einem dreiteiligen Mireo, im Fahrgastbetrieb zum Einsatz.

#### Netz Elbe-Spree

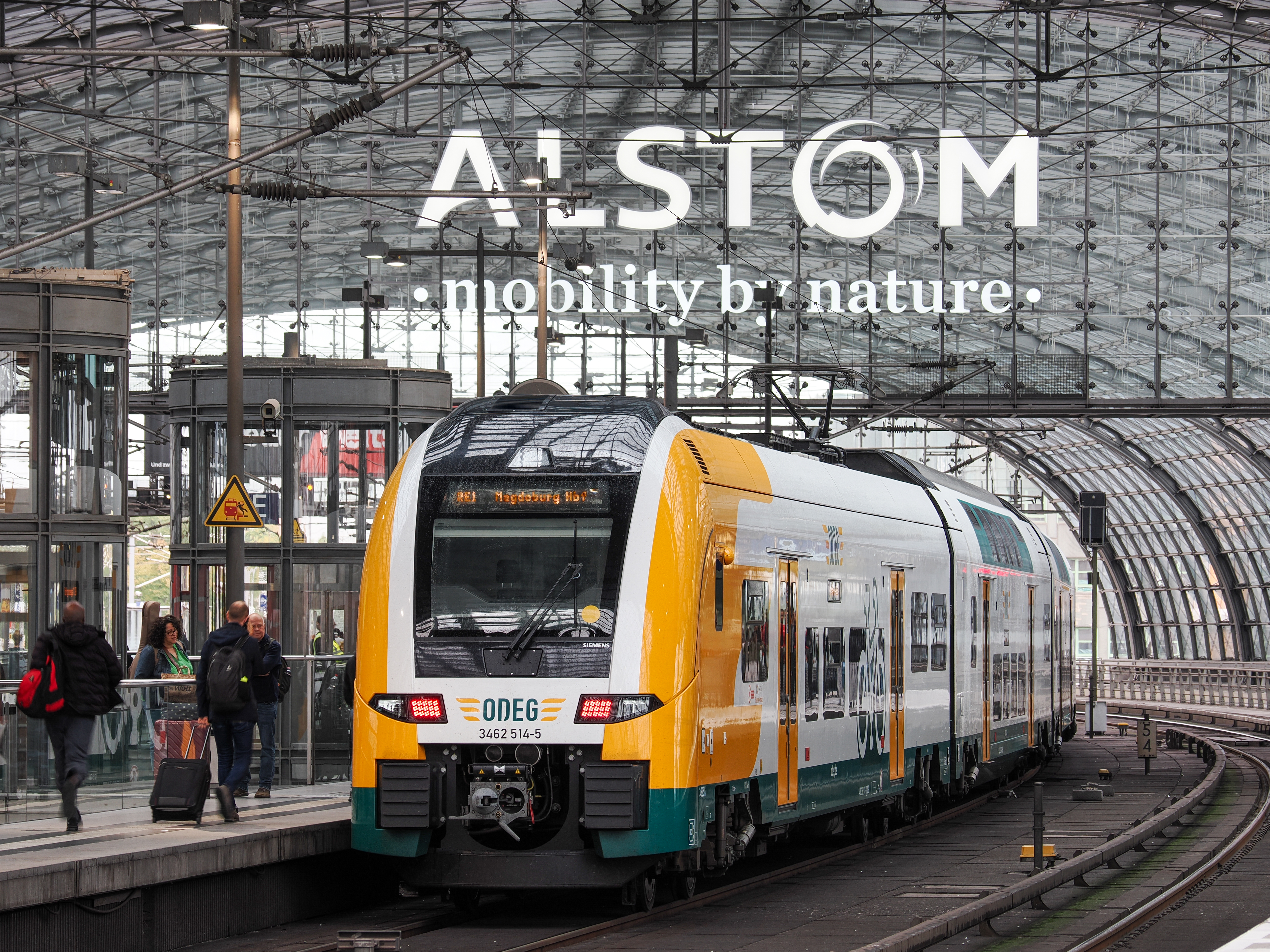
ODEG-Desiro-HC in Berlin Hbf

Die Ostdeutsche Eisenbahn GmbH (ODEG) bestellte im Rahmen der Neuvergabe des Netzes Elbe-Spree 21 sechs- und zwei vierteilige Züge des Typs Desiro HC. Der Verkehrsverbund Berlin-Brandenburg (VBB) besitzt in dem neuen Verkehrsvertrag eine Option, bis zu 13 sechsteilige Fahrzeuge in 26 vierteilige umbauen und diese auf den Zugläufen des RE 1 zwischen Brandenburg und Frankfurt (Oder) in Doppeltraktion verkehren zu lassen. So stünden in diesen Zügen 800 statt 600 Sitzplätze pro Zug zur Verfügung. Bei der Entscheidung für einen Umbau würden die sechsteiligen Einheiten mittig getrennt und die so entstehenden Einheiten um jeweils einen Endwagen ergänzt. Die Option musste spätestens bis zum Dezember 2022 bestellt werden.[veraltet]
Im Frühjahr 2021 zog der VBB teilweise die Option und lässt sechs sechsteilige Desiro HC in zwölf vierteilige Fahrzeuge umbauen. Damit wird die ODEG nun insgesamt 15 sechs- und 14 vierteilige Züge erhalten.

#### Netz Franken-Südthüringen

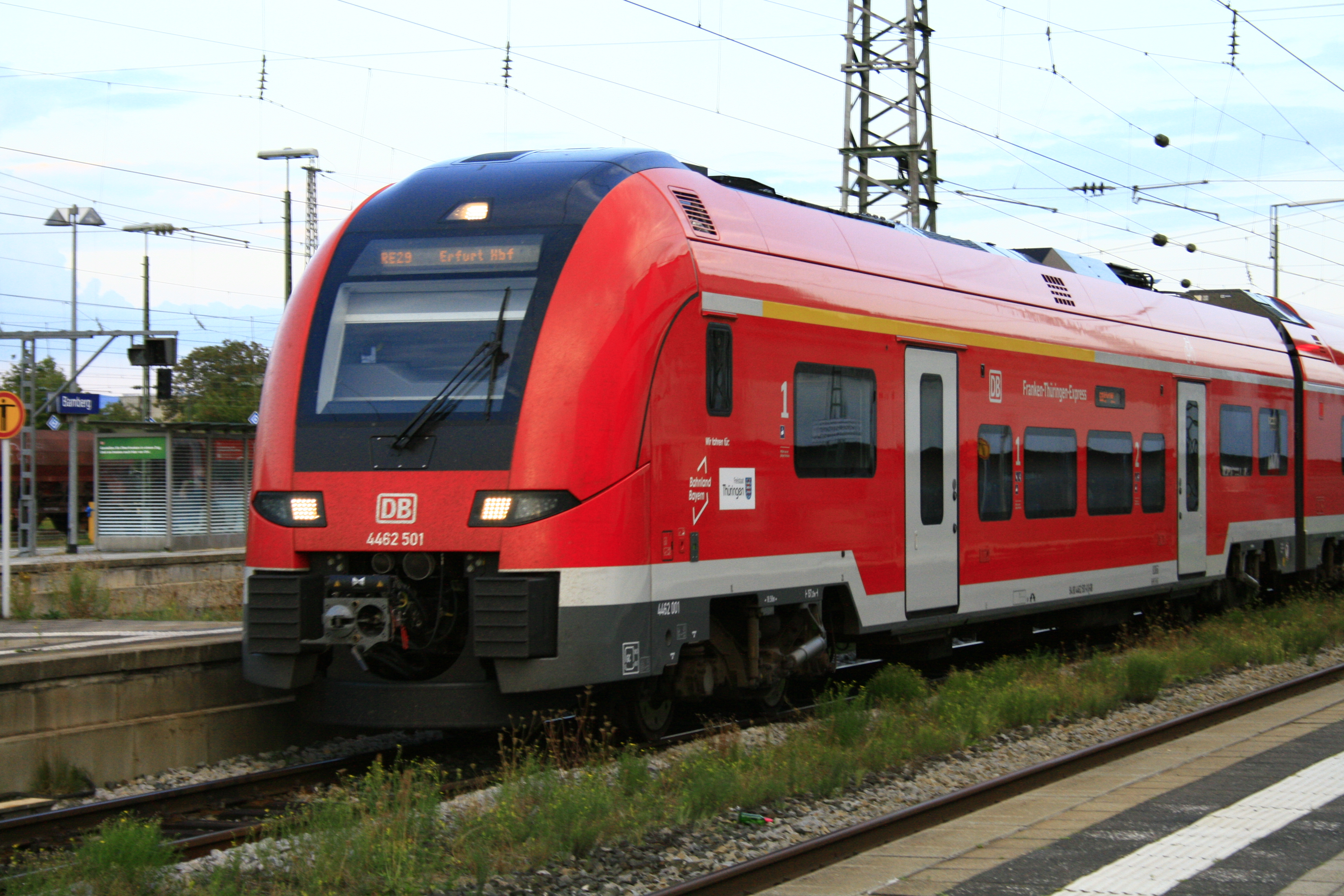
Franken-Thüringen-Express (sechsteilig)

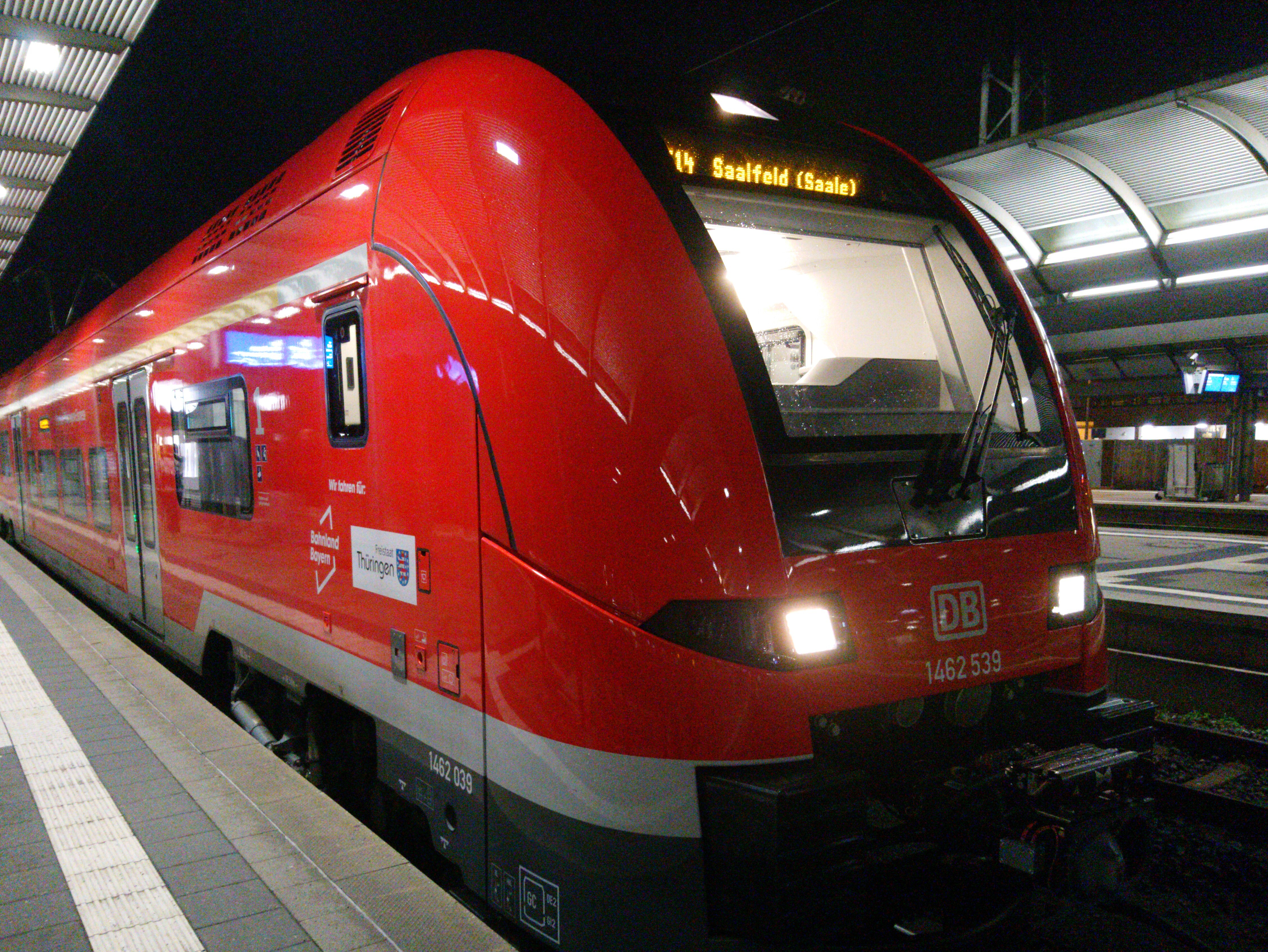
Franken-Thüringen-Express (vierteilig)

Die Bayrische Eisenbahngesellschaft gab im April 2020 die Vergabe des Netzes „Franken-Südthüringen“ an DB Regio Bayern mit Verkehrsaufnahme im Dezember 2023 bekannt. Für den Verkehr über die Neubaustrecke VDE 8 sind 190 km/h Höchstgeschwindigkeit, ETCS-Ausrüstung, Druckertüchtigung und mindestens 600 Sitzplätze in der 2. Klasse mit acht sechsteiligen Desiro HC vorgesehen. Für die übrigen Linien sind 18 vierteilige Fahrzeuge mit 160 km/h Höchstgeschwindigkeit und rund 360 Sitzplätzen in der 2. Klasse bestellt worden, wobei diese Züge im Abschnitt Nürnberg–Bamberg zur Sicherstellung hoher Kapazitäten grundsätzlich in Doppeltraktion verkehren sollen.
18 Vierteiler für das Netz Franken-Südthüringen wurden 2023 ausgeliefert, ab Juni 2024 kamen auch die acht Sechsteiler dazu. Im Februar 2023 wurde der bis Dezember 2023 laufende Verkehrsvertrag für den Betrieb über die Schnellfahrstrecke bis Juni 2024 verlängert, da die sechsteiligen Triebzüge erst ab dann für den Fahrgastbetrieb zur Verfügung standen.

#### Netz Donau-Isar
DB Regio erhielt für das Oktober 2020 neuvergebene Netz Donau-Isar 25 Züge des Typs Desiro HC. Diese verkehren ab Dezember 2024 auf der RE-Linie München – Passau und der RB-Linie Freising – Landshut. Auf den beiden Linien fahren vierteilige Triebzüge mit einstöckigen Endwagen und zwei doppelstöckigen Mittelwagen mit insgesamt 370 Sitzplätzen. Bis zu drei solcher Garnituren können zwischen München und Landshut gekuppelt verkehren.

#### Netz Werdenfels
Im Dezember 2023 gab die Bayerische Eisenbahngesellschaft bekannt, dass DB Regio ab spätestens Dezember 2028 im Netz Werdenfels zusätzlich zu den bisherigen Zügen des Typs Bombardier Talent 2 auch Fahrzeuge des Typs Desiro HC einsetzen werden, aus denen Züge mit bis zu 1000 Sitzplätze in der 2. Klasse gebildet werden sollen. Im April 2024 wurde bekannt, dass sechs Desiro HC in der fünfteiligen Ausführung mit Ski-Halterungen und ETCS-Ausrüstung geliefert werden.

#### Netz Isar-Noris-Altmühl (RE 1 München–Ingolstadt–Nürnberg)
Im März 2025 gab die Bayerische Eisenbahngesellschaft bekannt, dass DB Regio ab spätestens Dezember 2028 auf der Linie RE 1 sieben neue Fahrzeuge vom Typ Desiro HC in einer druckdichten Variante mit einer Höchstgeschwindigkeit von 190 Kilometern pro Stunde einsetzen wird.

### Israel

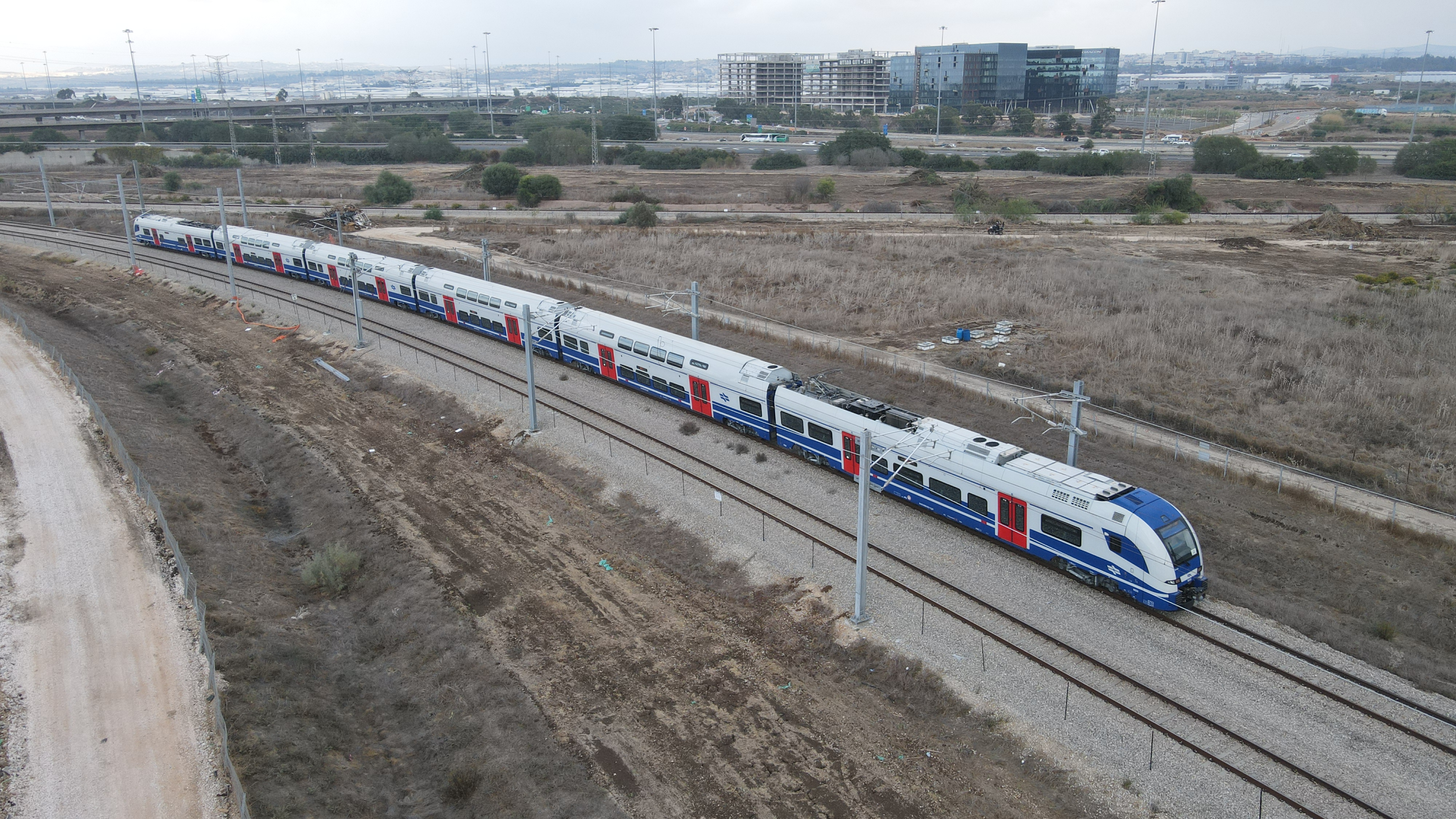
Ein sechsteiliger Desiro HC unterwegs in Israel

Nach Ausschreibung von 60 doppelstöckigen Triebzügen für den Einsatz auf der Bahnstrecke Tel Aviv–Jerusalem, der ersten elektrisch betriebenen Strecke in Israel, entschieden sich die Israel Railways im September 2017 für den Desiro HC. Wie bei jedem Desiro HC sind die Endwagen einstöckig und angetrieben und die Mittelwagen doppelstöckig und antriebslos. Für den Einsatz in Israel wurde die Leistung auf 4800 kW gesteigert und mehr Umrichter eingebaut. 
Bei der Unterzeichnung des Vertrags zwischen dem Hersteller und Israel Railways im März 2018 wurde bekanntgegeben, dass zunächst 24 Einheiten (sechs vierteilig, 18 sechsteilig) der 60 potentiellen Desiro HC abgerufen werden. Zudem wird Siemens ein Depot in Aschkelon errichten und dort mindestens die 24 der 60 Triebzüge instand halten. Bei Bestellung aller Züge wird der Vertragswert auf 975,3 Millionen US-Dollar (910 Millionen US-Dollar für die Züge und 65,3 Millionen US-Dollar für die 15-jährige Instandhaltung von 24 Triebzügen) beziffert. Die Option auf 36 weitere sechsteilige Einheiten wurde mittlerweile eingelöst und die ersten davon 2024 ausgeliefert. Anfang 2024 wurde über die Bestellung weiterer 81 sechsteiliger Züge durch Israel Railways berichtet.

### Ägypten
Am 1. September 2021 erhielt ein Konsortium unter Führung von Siemens Mobility den Zuschlag für den Bau eines integrierten Schienentransportsystems in Ägypten, der im Mai 2022 erweitert wurde. Der Auftrag umfasst unter anderem die Lieferung und Instandhaltung von 94 Desiro-High-Capacity-Triebzügen.

## Technische Daten
| Kenngröße                      | RRX Siemens | Rheintal | Augsburger Netze | Elbe-Spree | Franken-Südthüringen Donau-Isar | Werdenfels | Israel | Ägypten |
| ------------------------------ | --- | --- | --- | --- | --- | --- | --- | --- |
| Baureihe                       | 0462 | 1462 | 2462 | 3462 | 1462 (vierteilig) 4462 (sechsteilig) | x462 | 40xx 60xx | 0462 |
| Fahrzeugnummern                | 94 80 0462 0xx-y 94 80 0462 2xx-y 94 80 0462 3xx-y 94 80 0462 1xx-y xx=01-85                                                | 94 80 1462 0xx-y 94 80 1862 0xx-y 94 80 1862 5xx-y 94 80 1462 5xx-y xx=01-15 xx=01–15xx=01-15                               | 94 80 2462 0xx-y 94 80 2462 2xx-y 94 80 2462 3xx-y 94 80 2462 4xx-y 94 80 2462 1xx-y xx=01-12 xx=01–12xx=01-12              | vierteilig: Typ B (Typ A) 94 80 3462 1(0)xx-y 94 80 3862 5(1)xx-y 94 80 3862 6(3)xx-y 94 80 3462 5(6)xx-y sechsteilig: 94 80 3462 0xx-y 94 80 3862 1xx-y 94 80 3862 2xx-y 94 80 3862 4xx-y 94 80 3862 6xx-y 94 80 3462 5xx-y xx=16–29 (vierteilig) xx=01–15 (sechsteilig) | vierteilig: 94 80 1462 0xx-y 94 80 1862 0xx-y 94 80 1862 5xx-y 94 80 1462 5xx-y sechsteilig: 94 80 4462 0xx-y 94 80 4862 0xx-y 94 80 4862 1xx-y 94 80 4862 6xx-y 94 80 4862 5xx-y 94 80 4462 5xx-y xx=31–48 (vierteilig, FST) xx=49–73 (vierteilig, DISA) xx=01–08 (sechsteilig) | | vierteilig: 94 95 0004 xx1-y IL-IR 94 95 0004 xx3-y IL-IR 94 95 0004 xx4-y IL-IR 94 95 0004 xx2-y IL-IR sechsteilig: 94 95 0006 xx1-y IL-IR 94 95 0006 xx3-y IL-IR 94 95 0006 xx4-y IL-IR 94 95 0006 xx5-y IL-IR 94 95 0006 xx6-y IL-IR 94 95 0006 xx2-y IL-IR xx=01–06 (vierteilig) xx=01–54 (sechsteilig, erste Serie) | 94 90 0462 0xx-y EG-NAT 94 90 ??? ?xx-y EG-NAT 94 90 ??? ?xx-y EG-NAT 94 90 0462 1xx-y EG-NAT xx=01–94                      |
| Anzahl                         | 84 (vierteilig) 1 (vierteilig)                                                                                              | 15 (vierteilig) | 12 (fünfteilig) | 14 (vierteilig) 15 (sechsteilig) | 18 + 25 (vierteilig) 8 (sechsteilig) | 6 (fünfteilig) | 6 (vierteilig) 135 (sechsteilig) | 94 (vierteilig) |
| Baujahre                       | 2017–2020 | 2018–2020 | ab 2020 | 2021–2022 | ab 2022 | | ab 2019 | ab 2023 |
| Einsatzbeginn (geplant)        | 9. Dezember 2018 | 14. Juni 2020 | 11. Dezember 2022 | 11. Dezember 2022 | 10. Dezember 2023 - Vierteiler FST 9. Juni 2024 - Sechsteiler Dezember 2024 - Vierteiler DISA | (Dezember 2028) | Februar 2022 | |
| Höchstgeschwindigkeit          | 160 km/h | 160 km/h | 160 km/h | 160 km/h | vierteilig: 160 km/h sechsteilig: 190 km/h | 160 km/h | 160 km/h | 160 km/h |
| Spannungsversorgung            | 15 kV, 16,7 Hz ~ | 15 kV, 16,7 Hz ~ | 15 kV, 16,7 Hz ~ | 15 kV, 16,7 Hz ~ | 15 kV, 16,7 Hz ~ | 15 kV, 16,7 Hz ~ | 25 kV, 50 Hz ~ | 25 kV, 50 Hz ~ |
| Stromübertragung               | Oberleitung, Stromabnehmer                                                                                                  | Oberleitung, Stromabnehmer                                                                                                  | Oberleitung, Stromabnehmer                                                                                                  | Oberleitung, Stromabnehmer | Oberleitung, Stromabnehmer | Oberleitung, Stromabnehmer                                                                                                  | Oberleitung, Stromabnehmer | Oberleitung, Stromabnehmer                                                                                                  |
| Dauerleistung                  | 3290 kW | 3290 kW | 3290 kW | 3290 kW | 3290 kW | | | |
| Stundenleistung                | 4000 kW | 4000 kW | 4000 kW | 4000 kW | 4000 kW | | 4800 kW | 4800 kW |
| Kurzzeitleistung               | 6000 kW | 6000 kW | 6000 kW | 6000 kW | 6000 kW | | | |
| Beschleunigung                 | 1,1 m/s² | 1,1 m/s² | 1,05 m/s² | vierteilig: 1,1 m/s² sechsteilig: 0,91 m/s² | vierteilig: 1,1 m/s² sechsteilig: 0,91 m/s² | | 1,1 m/s² | 1,1 m/s² |
| Anzahl der Fahrmotoren         | 8 | 8 | 8 | 8 | 8 | 8 | 8 | 8 |
| Spurweite                      | 1435 mm | 1435 mm | 1435 mm | 1435 mm | 1435 mm | 1435 mm | 1435 mm | 1435 mm |
| Zuglänge über Kupplung         | 105 252 mm | 105 252 mm | 131 252 mm | vierteilig: 105 252 mm sechsteilig: 157 252 mm | vierteilig: 105 252 mm sechsteilig: 157 252 mm | 131 252 mm | vierteilig: 105 252 mm sechsteilig: 157 252 mm | 105 252 mm |
| Fahrzeugbreite                 | 2820 mm | 2820 mm | 2820 mm | 2820 mm | 2820 mm | 2820 mm | 2820 mm | 2820 mm |
| Einstiegshöhe über SO          | 800 mm (EW) 730 mm (MW) | 800 mm (EW) 610 mm (MW) | 800 mm (EW) 730 mm (MW) | 800 mm (EW) 610 mm / 730 mm (MW) | 800 mm (EW) 730 mm (MW) | | 800 mm (EW) 730 mm (MW) | 800 mm (EW) 730 mm (MW) |
| Türbreite                      | 1400 mm (EW) 1800 mm (MW)                                                                                                   | 1400 mm (EW) 1800 mm (MW)                                                                                                   | 1400 mm | 1400 mm | 1400 mm | | 1400 mm (EW) 1800 mm (MW) | 1400 mm (EW) 1800 mm (MW)                                                                                                   |
| Anzahl der Achsen              | 16 | 16 | 20 | vierteilig: 16 sechsteilig: 24 | vierteilig: 16 sechsteilig: 24 | 20 | vierteilig: 16 sechsteilig: 24 | 16 |
| Achsformel                     | vierteilig: Bo’Bo’+2’2’+2’2’+Bo’Bo’ fünfteilig: Bo’Bo’+2’2’+2’2’+2’2’+Bo’Bo’ sechsteilig: Bo’Bo’+2’2’+2’2’+2’2’+2’2’+Bo’Bo’ | vierteilig: Bo’Bo’+2’2’+2’2’+Bo’Bo’ fünfteilig: Bo’Bo’+2’2’+2’2’+2’2’+Bo’Bo’ sechsteilig: Bo’Bo’+2’2’+2’2’+2’2’+2’2’+Bo’Bo’ | vierteilig: Bo’Bo’+2’2’+2’2’+Bo’Bo’ fünfteilig: Bo’Bo’+2’2’+2’2’+2’2’+Bo’Bo’ sechsteilig: Bo’Bo’+2’2’+2’2’+2’2’+2’2’+Bo’Bo’ | vierteilig: Bo’Bo’+2’2’+2’2’+Bo’Bo’ fünfteilig: Bo’Bo’+2’2’+2’2’+2’2’+Bo’Bo’ sechsteilig: Bo’Bo’+2’2’+2’2’+2’2’+2’2’+Bo’Bo’ | vierteilig: Bo’Bo’+2’2’+2’2’+Bo’Bo’ fünfteilig: Bo’Bo’+2’2’+2’2’+2’2’+Bo’Bo’ sechsteilig: Bo’Bo’+2’2’+2’2’+2’2’+2’2’+Bo’Bo’ | vierteilig: Bo’Bo’+2’2’+2’2’+Bo’Bo’ fünfteilig: Bo’Bo’+2’2’+2’2’+2’2’+Bo’Bo’ sechsteilig: Bo’Bo’+2’2’+2’2’+2’2’+2’2’+Bo’Bo’ | vierteilig: Bo’Bo’+2’2’+2’2’+Bo’Bo’ fünfteilig: Bo’Bo’+2’2’+2’2’+2’2’+Bo’Bo’ sechsteilig: Bo’Bo’+2’2’+2’2’+2’2’+2’2’+Bo’Bo’ | vierteilig: Bo’Bo’+2’2’+2’2’+Bo’Bo’ fünfteilig: Bo’Bo’+2’2’+2’2’+2’2’+Bo’Bo’ sechsteilig: Bo’Bo’+2’2’+2’2’+2’2’+2’2’+Bo’Bo’ |
| Sitzplätze (1.Klasse/2.Klasse) | 400 (36/364) | 410 (16/394) | 538 (38/500) | vierteilig: 390 (25/365) sechsteilig: 637 (50/587) | vierteilig: 380 (20/360) sechsteilig: 634 (34/600) | | vierteilig: 405 sechsteilig: 655 | 389 |
| Zugbeeinflussung               | PZB | PZB, LZB, ETCS | PZB | PZB | vierteilig: PZB sechsteilig: PZB, ETCS | PZB, ETCS | PZB, ETCS | ETCS |